# Hohenfels (Baden-Württemberg)
Hohenfels è un comune tedesco di 2 017 abitanti, situato nel land del Baden-Württemberg.